# Piccole serve del Sacro Cuore di Gesù per gli ammalati poveri
Le Piccole serve del Sacro Cuore di Gesù per gli ammalati poveri (in latino Congregatio Parvarum Servarum a S. Corde Iesu pro infirmis pauperibus) sono un istituto religioso femminile di diritto pontificio: i membri di questa congregazione pospongono al loro nome la sigla P.S.S.C.

## Storia
La congregazione venne fondata a Torino nel 1874 da Anna Michelotti (1843-1888) per l'assistenza gratuita a domicilio agli ammalati poveri.
L'8 agosto 1875 ottenne il riconoscimento di istituzione di diritto diocesano dall'arcivescovo di Torino, Lorenzo Gastaldi; ricevette il pontificio decreto di lode il 3 giugno 1932; le sue costituzioni vennero approvate definitivamente dalla Santa Sede il 16 gennaio 1940.
La fondatrice è stata beatificata da papa Paolo VI il 1º novembre 1975.

## Attività e diffusione
Le Piccole Serve si dedicano prevalentemente all'assistenza domiciliare agli ammalati e ai poveri; si dedicano anche all'assistenza ai carcerati, alla catechesi, alla pastorale giovanile e vocazionale.
Sono presenti in Italia, Madagascar e Romania; la sede generalizia è a Torino.
Al 31 dicembre 2005 l'istituto contava 158 religiose in 21 case.